# Cerro Anexo
El cerro Anexo es una elevación glaciarizada de la cordillera de los Andes ubicada en el departamento Cushamen, provincia del Chubut, Argentina. Tiene 2498 m s. n. m., formando una de las mayores elevaciones de la provincia. Se localiza al oeste del lago Cholila y al sur del parque nacional Lago Puelo, sobre la Reserva Provincial Río Turbio.
Las características de la roca en la zona son del tipo metamórfico, con zonas estables y otras muy inestables, existiendo paredes cercanas con granito ideal para Big Wall.